# M-Ticketing
Le M-Ticketing, comme mobile-ticketing, est un concept qui permet de se servir de 
son téléphone mobile comme d'un ticket « papier » (ex : ticket de cinéma ou de 
concert, billet de train, d'avion, ).

## Principe
Les données relatives à l'activité (nom, horaire, lieu, moyen de paiement utilisé, etc.)
sont enregistrées de manière sécurisée dans un
code-barres à 2 dimension, de type QR Code par exemple. Ces code-barres 2D permettent
de contenir jusqu'à plus de 4 000 caractères contrairement aux code-barres classiques
qui ne contiennent que 8 à 13 caractères. De plus, ils sont facilement décodables. 

## Fonctionnement
L'utilisateur, lorsqu'il commande son ticket par le biais d'un site
web ou wap, reçoit un sms ou mms contenant un code-barres 2D. Celui-ci fait office
de ticket. Lorsqu'il arrive à l'entrée du concert ou à l'embarquement de son
avion, il n'a qu'à présenter le code-barres affiché sur l'écran de son mobile. 

## Avantages
Pour l'émetteur :
- cette dématérialisation permet de réduire les coûts de fabrication et d'émission des tickets
- elle offre un moyen supplémentaire de diffuser ses services

Pour l'utilisateur :
- le transport du ticket est plus facile car tout le monde est habitué à avoir son téléphone mobile avec lui ; il y a donc moins de risque de perte
- la possibilité de commander au dernier moment et de n'importe quel endroit (grâce au wap).

## Solutions
Plusieurs expériences de m-ticketing ont été menées dans le monde, notamment dans les pays nordistes et asiatiques où il est possible de se servir de son mobile comme titre de transport.